# DD-WRT
DD-WRT es un firmware libre para diversos routers inalámbricos o WiFi, es muy común observarlo en equipos Linksys WRT54G (incluyendo los modelos WRT54GL, WRT54GS y WRT54G2). Ejecuta un reducido sistema operativo basado en GNU Linux. Está licenciado bajo la GNU General Public License versión 2.
DD-WRT es mantenido por BrainSlayer en dd-wrt.com. Las versiones hasta la v22 estaban basadas en el firmware Alchemy de Sveasoft, que a su vez estaba basado en el firmware original de Linksys. Desde la v23 en adelante están basadas en OpenWrt, que empezó siendo un firmware basado en el de Linksys pero más tarde cambió a su propio framework. Todos los firmwares están basados en Linux. DD-WRT, OpenWrt y Alchemy también incluyen otros proyectos de código abierto.
Aparte de otras características que no se encuentran en el firmware original de Linksys, DD-WRT incluye el dominio de la red de juego Kai, IPv6, Sistema de Distribución Inalámbrico (WDS: Wireless Distribution System, en inglés), RADIUS, controles avanzados de calidad de servicio (QoS) para la asignación de ancho de banda y control de potencia (con un ajuste posible de hasta 251mW, mucho mayor que la potencia por defecto del router).
DD-WRT v23 Service Pack 1 (SP1) fue lanzado el 16 de mayo de 2006. Se revisó y reescribió gran parte del código durante el desarrollo, y se añadieron muchas características nuevas.
DD-WRT v23 Service Pack 2 (SP2) fue lanzado el 13 de septiembre de 2006. Se revisó la interfaz y se añadieron algunas características. Se soportan algunos modelos más de routers, y se planean aún más. Existe un soporte alfa para algunos routers basados en PowerPC e IXP425; incluyendo magicbox.
DD-WRT v24 lanzado el 18 de mayo de 2008. DD-WRT v24 permitirá hasta 16 interfaces virtuales con diferentes SSID, protocolos de cifrado, PPT Over Wan y una versión para redes de despliegue rápido (Red inalámbrica Mesh).

## Dispositivos soportados en v24 SP1/BETA v24 SP2
- Linksys WRT54G 1.0 CDF0xxx o CDF1xxx
- Linksys WRT54G 1.1 CDF2xxx o CDF3xxx
- Linksys WRT54G 2.0 CDF5xxx
- Linksys WRT54G 2.2 CDF7xxx
- Linksys WRT54G 3.0 CDF8xxx
- Linksys WRT54G 3.1 CDF9xxx
- Linksys WRT54G 4.0 CDFAxxx
- Linksys WRT54G 5.0 CDFBxxx (micro)(JTAG ya no es necesario, ver la documentación oficial)
- Linksys WRT54G 5.1 CDFCxxx (micro)(JTAG ya no es necesario, ver arriba)
- Linksys WRT54G 6.0 CDFDxxx (micro)(JTAG ya no es necesario, ver arriba)
- Linksys WRT54G 7.2 CDFKxxx (Broadcom Generic / Micro)(ver documentación oficial)
- Linksys WRT54G 8.0 CDFFxxx o CDFGxxx (Broadcom Generic / Micro)(ver documentación oficial)
- Linksys WRT54G 8.1 MDF0xxx (Broadcom Generic / Micro)(ver documentación oficial)
- Linksys WRT54G 8.2 CDFJxxx (Broadcom Generic / Micro)(ver documentación oficial)
- Linksys WRT54G-TM 1.0 CO61xxx  (8MB flash)(ver documentación oficial)
- Linksys WRT54GL 1.0 CL7Axxx
- Linksys WRT54GL 1.1 CL7Bxxx
- Linksys WRT54GL 1.1 CL7Cxxx
- Linksys WRT54GL 1.1 CF7Cxxx
- Linksys WRT54GS 1.0 CGN0xxx o CGN1xxx
- Linksys WRT54GS 1.1 CGN2xxx
- Linksys WRT54GS 2.0 CGN3xxx
- Linksys WRT54GS 2.1 CGN4xxx
- Linksys WRT54GS 3.0 CGN5xxx
- Linksys WRT54GS 4.0 CGN6xxx
- Linksys WRT54GS 5.0 CGN7xxx
- Linksys WRT54GS 5.1 CGN8xxx
- Linksys WRT54GS 6.0 CGN9xxx
- Linksys WRT54GS 7.0 CGNBxxx o CGNCxxx
- Linksys WRT54GS 7.2 CGNExxx
- Linksys WRTSL54GS
- Linksys WRT300N v1 (v24 beta)
- Linksys WRT150N y WRT160N (ver documentación oficial) ATENCIÓN: WRT160N v2, aún no soportado.
- Linksys WRT160NL
- Linksys WAP54 1.0
- Linksys WAP54 2.0
- Linksys WAP54 3.0
- Allnet ALL0277
- Buffalo WHR-G54S
- Buffalo WHR-HP-G54
- Buffalo WBR-G54
- Buffalo WLA-G54
- Buffalo WBR2-G54
- Buffalo WBR2-G54S
- Buffalo WHR-HP-GN
- Belkin F5D7130/7330 (2mb flash)
- Belkin F5D7230-4 v1444 (2mb flash)
- Belkin F7D3301 / F7D7301 v1
- ASUS WL500G
- ASUS WL500G-Deluxe
- ASUS WL500G-Premium
- Mitsubishi R100 Diamond Digital Wireless Gateway (v23 SP2. Rebadged ASUS WL500G)
- Motorola WR850G
- Motorola WR850GP
- Siemens Gigaset SE505
- Ravo W54-RT
- Askey RT210W
- Chipdrive Magicbox 1.1 (ahora mismo solo beta)
- Chipdrive Magicbox 1.2 (ahora mismo solo beta)
- Chipdrive Magicbox 2.0 (ahora mismo solo beta)
- Mikrotik Routerboard 532 (ahora mismo solo beta)
- Avila Gateworks Xscale (beta)
- LaFonera (beta)
- D-LINK DIR 300
- D-LINK DIR 600 Rev Ax y Bx (no es posible instalarlo en rev Cx por falta de memoria)
- todos los sistemas de CPU x86 (beta)
- Otros (para consultar la lista completa, ver Dispositivos soportados)

(Para las instrucciones específicas de flasheo de cada dispositivo, ver wiki de DD-WRT)
(Para descargar la última versión en prueba, ver Descargar DD-WRT V24-preSP2 por FTP)